# 芭芭拉·卡特蘭
芭芭拉·卡特蘭女爵士，DBE（英語：Dame Barbara Cartland，1901年7月9日—2000年5月21日）是一位英國愛情小說作家，出生於伯明罕。卡特蘭是二十世紀最暢銷的作家之一，許多她的作品皆被改編為電影，如《山莊奇緣》（A Hazard of Hearts）、《浪漫騎士》（The Lady and the Highwayman）等。

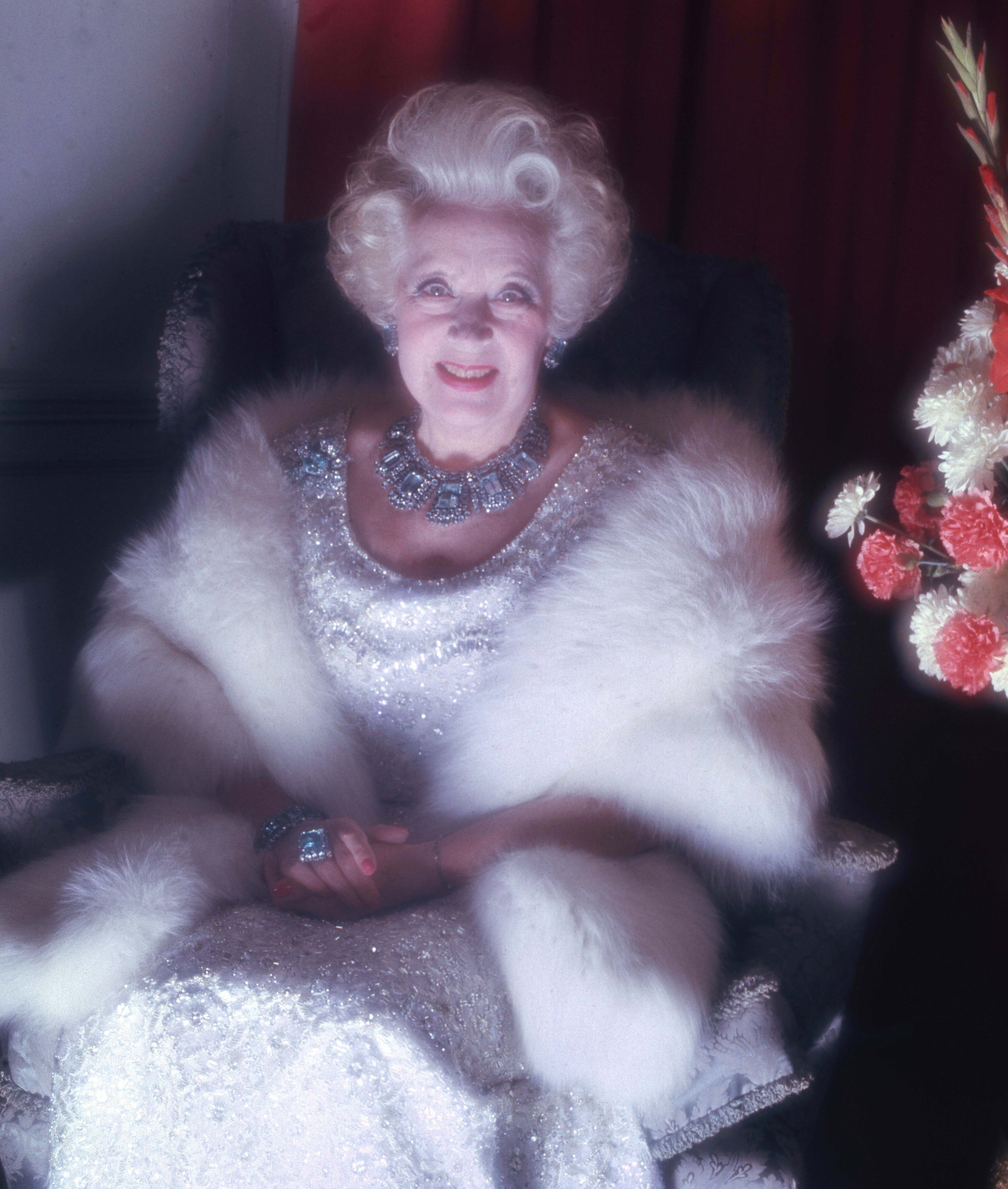
芭芭拉·卡特蘭

## 家庭
1927年，芭芭拉·卡特蘭和亞歷山大·麥闊戴爾（Alexander McCorquodale）結婚，兩人的女兒蘭妮於1929年出生，是日後第八代史賓賽伯爵的第二任妻子。
1933年兩人離婚。1936年，芭芭拉·卡特蘭和亞歷山大的堂弟休·麥闊戴爾（Hugh McCorquodale）結婚，兩人共有兩個兒子：伊恩（1937年出生）與格倫（1939年出生）。